# Existing Notified Chemical Substances
Existing Notified Chemical Substances (ENCS) (MITI-Inventar) ist ein Verzeichnis bestehender Chemikalien in Japan. In ihm muss eine neue Verbindung angemeldet werden, wenn sie dort nicht verzeichnet ist oder unter keine Ausnahme fällt.
Das ENCS enthält ca. 20.000 chemische Substanzen, verwendet bis zum 16. Oktober 1973, und ca. 5.000 geprüfte chemische Substanzen, die danach in den Verkehr gebracht wurden und nicht als gefährlich angesehen werden.

## Einteilung
Jede chemische Substanz erhält eine MITI-Nr. (Klassen-Referenz-Bezeichnung), veröffentlicht in der The Gazetted List.
Gefährliche chemische Stoffe werden in einem Schadstoffregister, der PRTR Chemicals List (PRTR = Pollutant Release and Transfer Register) geführt.

## Geschichte
Das zugehörige Gesetz, das kagaku busshitsu shinsa kiseihō (jap. 化学物質審査規制法, engl. Chemical Substances Control Law, CSCL), wurde 1973 eingeführt und 1986, sowie 2003 geändert.
Das Gesetz war eine Reaktion auf Umwelt- und Gesundheitsprobleme die durch PCBs (Polychlorierte Biphenyle) Ende der 1960er wie die Yushō-Krankheit. Ausgelöst wurden diese durch ihre hohe Bioakkumulation und ihre eine geringe biologische Abbaubarkeit in der Umwelt.

## Ziele
Im Unterschied zur EU- und US-Regulierung zielt das CSCL darauf, die Kontamination der Umwelt durch persistente chemische Substanzen (Stoffe, die unverändert durch physikalische, chemische oder biologische Prozesse über lange Zeiträume in der Umwelt verbleiben) zu verhindern, die für die Gesundheit des Menschen gefährlich werden könnten.
Ein weiteres Ziel des CSCL ist es, ein Prüfsystem einzurichten, um vor Herstellung oder Import einer Substanz festzustellen, ob sie persistent ist oder nicht.
Das CSCL schreibt risikoabhängige Tests in Japan vor.
Die Struktur der Testanforderungen erlaubt es, die gefährlichen Substanzen anhand der Prüfkriterien biologische Abbaubarkeit, Bioakkumulation, chronische Toxizität und Wahrscheinlichkeit der Umweltverschmutzung in drei Kategorien einzuordnen (Class 1 und Class 2 Specified Chemical Substances und Designated Chemical Substances).